# Berlin-Weißensee
Weißensee is een stadsdeel van Berlijn. Het stadsdeel ligt in het noordoosten van de Duitse hoofdstad en behoort tot het district Pankow. Het gebied is vernoemd naar het kleine meer Weißensee in de wijk. 

## Ligging
Weißensee grenst in het zuiden aan Prenzlauer Berg, in het westen aan Pankow, in het noorden aan Heinersdorf en Stadtrandsiedlung Malchow en in het oosten aan Alt-Hohenschönhausen en Fennpfuhl van het district Lichtenberg. 
Deelwijken zijn:
- Alter Ortskern / Berliner Allee
- Komponistenviertel
- Gründerviertel
- Munizipalviertel
- Taut-Siedlung Buschallee
- Nachkriegsbauten

## Geschiedenis
Het werd gesticht rond 1230 als een dorp op de middeleeuwse langeafstandsroute Berlijn Oderberg. Het gebied bleef lange tijd landelijk, in 1858 waren er nog maar 402 inwoners. Er waren een gemeente Weißensee en een Gutsbezirk. Rond 1880 werd Neu-Weißensee gesticht op het grondgebied van het voormalige Gutsbezirk dat al snel uitgroeide tot 30.000 inwoners rond 1900. Op 1 januari 1905 werden Weißensee en Neu-Weißensee tot één gemeente samen gevoegd. De gemeente wilde stadsrechten krijgen en bouwde een ziekenhuis, begraafplaats, gerechtsgebouwd, scholen. Ondanks deze inspanningen werd het stadsrecht afgewezen en in 1920 werd de gemeente opngeomen in Groot-Berlijn waar het een district van werd. De omliggende gemeenten Hohenschönhausen, Malchow, Falkenberg en Wartenberg werden ook bij het district gevoegd. In 1979 werd een deel van Falkenberg bij het district Marzahn gevoegd en op 1 september 1985 werden Hohenschönhausen, Wartenberg, Falkenberg en het oostelijke deel van Malchow in het nieuwe district Hohenschönhausen gevoegd. In ruil kreeg Weißensee op 1 januari 1986 Blankenburg, Heinersdorf en Karow van het district Pankow toegewezen. 
In 2001 werd het hele district samengevoegd met Pankow. De historische architectuur en de vele parken zijn in de nabijheid van het modieuze maar dure Prenzlauer Berg. De joodse begraafplaats in Weißensee is een van de grootste van Europa. Dichter en schrijver Bertolt Brecht woonde tussen 1949 en 1953 in de wijk op Berliner Allee 185. Er is een televisieserie naar de wijk vernoemd.

## Verkeer
Van 1 november 1873 liep de eerste paardenomnibus van de Alexanderplatz in Berlijn tot in Weißensee, echter door de slechte wegen liep deze lijn niet lang. In 1877 werd een paardentram in gebruik genomen. 
In 1875 opende aan de Ringbahn het station Weißensee, het huidige station Greifswalder Straße, dat nu echter in het stadsdeel Prenzlauer Berg ligt, één kilometer van de grens met Weißensee. 
In 1901 werd de tram van de Alexanderplatz naar Weißensee geëlektrificeerd. Tegenwoordig lopen de lijnen M4, M13, 12 en 27 door het stadsdeel. 
In 1929 werd gepland om het groeiende Weißensee aan te sluiten op het metronetwerk. Er werden al sporen gelegd van wat de huidige U5-lijn is maar door de reeds nakende oorlog werden plannen in 1935 stopgezet. Dit redde de dorpskerk van de sloop omdat op die plaats een station zou komen.

## Sport
Voetbalclub Weißenseer FC speelt in het Stadion Buschallee. Deze club speelde 15 seizoenen in de hoogste klasse, waarvan de laatste keer in 1931. 
Sportclub SV Blau-Gelb Berlin is in meerdere sporten actief en heeft zijn accommodatie aan de Rennsbahnstraße. 

## Afbeeldingen

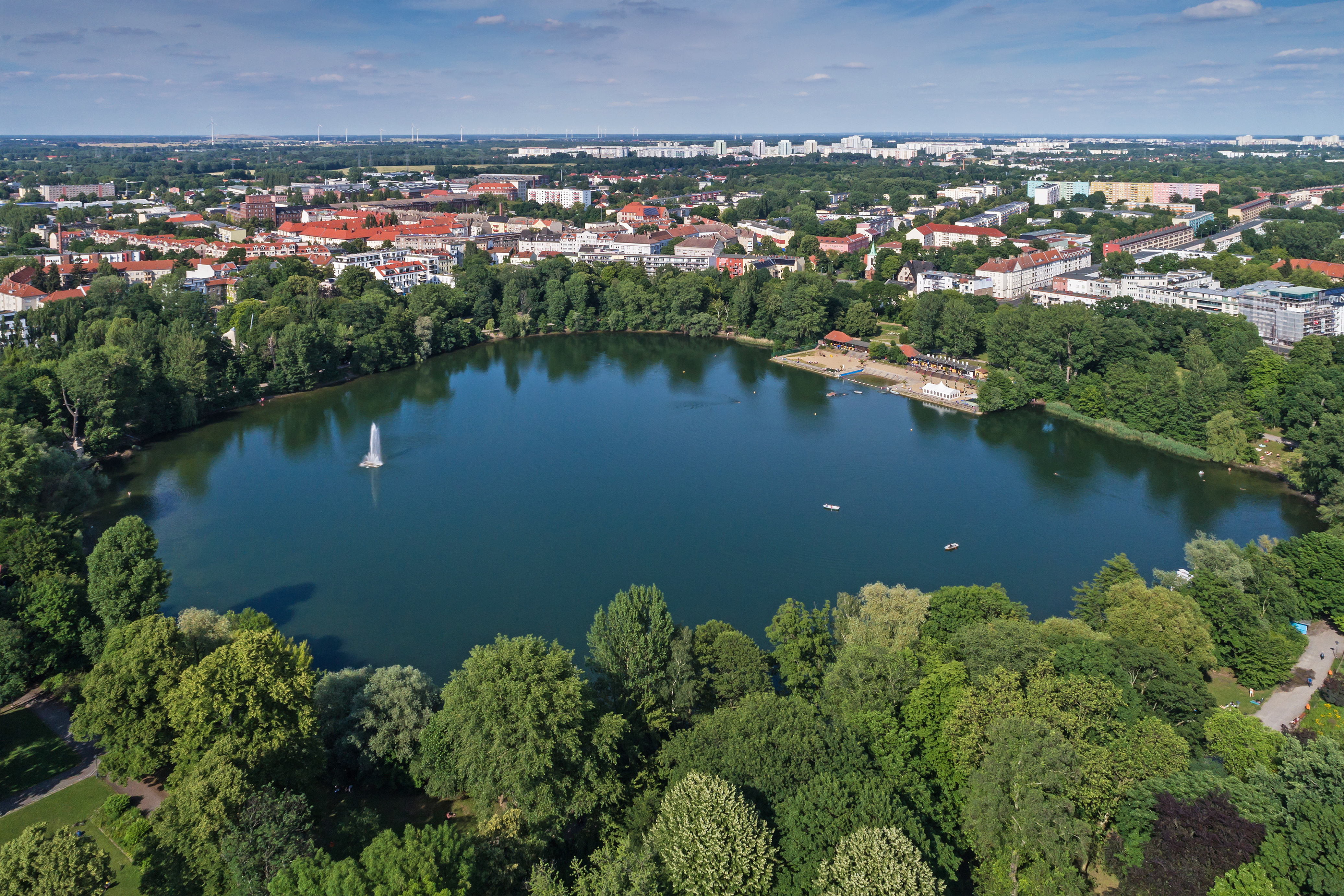
Weißensee in Berlijn (2017)
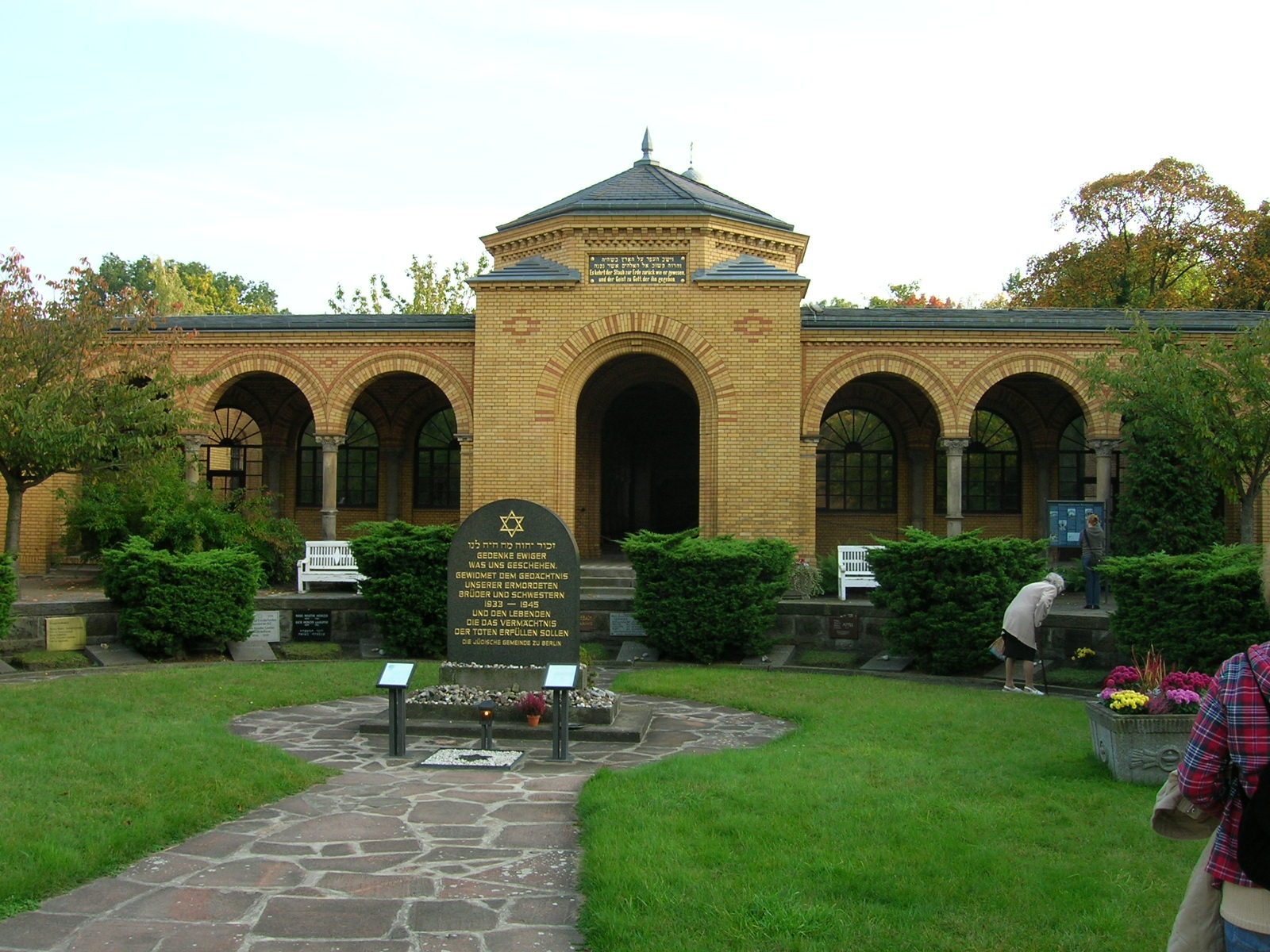
Joodse begraafplaats (2005)
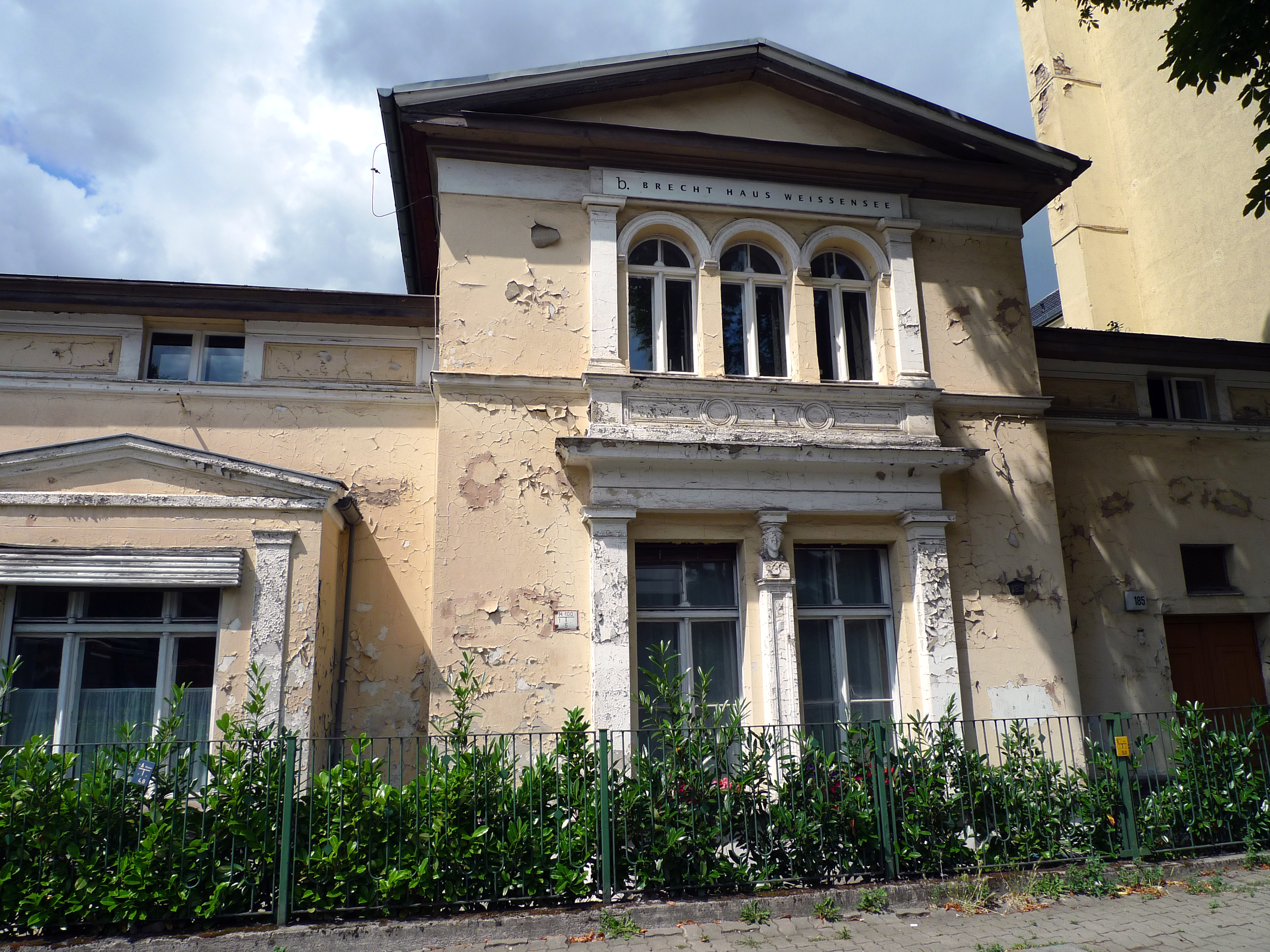
Het huis van Bertolt Brecht, Berliner Allee 185 (2011)

Blankenburg ·
Blankenfelde ·
Buch ·
Französisch Buchholz ·
Heinersdorf ·
Karow ·
Niederschönhausen ·
Pankow ·
Prenzlauer Berg ·
Rosenthal ·
Stadtrandsiedlung Malchow ·
Weißensee ·
Wilhelmsruh